# Ait Ouaarda
Ait Ouaarda (en àrab آيت واوردا, Āyt Wāwrdā; en amazic ⴰⵢⵜ ⵡⴰⵡⵔⴷⴰ) és una comuna rural de la província d'Azilal, a la regió de Béni Mellal-Khénifra, al Marroc. Segons el cens de 2014 tenia una població total de 1.644 persones.